# Robert Bermingham Clements, 4e comte de Leitrim
Pour les articles homonymes, voir Clements.
Robert Bermingham Clements, 4e comte de Leitrim, né le 5 mars 1847 à Tartargarhan (comté d'Armagh) et mort le 5 avril 1892 à Londres, est un grand propriétaire et homme politique irlandais. 

## Biographie
Seul garçon des six enfants de Francis Nathaniel Clements et de sa femme Charlotte King, il devient Lieutenant dans la Royal Navy.
Lorsque son oncle William Clements est assassiné le 2 avril 1878, il lui succède comme comte. Il est surtout connu pour avoir été un des plus grands propriétaires foncier de l'Irlande à l'époque des grandes famines. 
Mort à Londres le 5 avril 1892, il est inhumé à Carrigart (en). 